# دوري سلتيك 2010–11
دوري سلتيك 2010–11 هو الموسم 10 من  بطولة اتحاد الرغبي. أقيم خلال الفترة 3 سبتمبر 2010 وحتى 28 مايو 2011، وكان عدد الأندية المشاركة فيه  12، وفاز فيه Munster Rugby ‏.